# Sitio de Segovia
El sitio de Segovia fue el asedio de dicha ciudad castellana por las tropas realistas de Rodrigo Ronquillo durante los meses de junio, julio y agosto de 1520. Se perfiló como respuesta  al estallido comunero que a finales de mayo había terminado con la vida de uno de los procuradores de las Cortes de Santiago y La Coruña.

## Contexto
El 30 de mayo el procurador Rodrigo de Tordesillas se dispuso a dar cuenta ante el regimiento de su actuación en las Cortes celebradas en Santiago y La Coruña. La multitud agolpada en torno a la iglesia de San Miguel, sabiendo que Tordesillas había votado el servicio exigido por el monarca, destrozó el cuaderno que contenía sus explicaciones y terminó por estrangularle en plena calle. A continuación, procedió a colgarlo junto a los víctimas del día anterior, Melón y Portal.
En los días que siguieron al ajusticiamento del procurador Tordesillas incidentes similares — aunque no de la misma gravedad que los de Segovia—, se reprodujeron en otras ciudades castellanas afectadas por la propaganda antifiscal. Dentro del equipo de gobierno surgieron disensiones a la hora de proponer un freno a lo que ya se vislumbraba como una rebelión generalizada contra el monarca. Por un lado, el regente Adriano de Utrecht pretendía encontrar una solución política al problema, mientras que por el otro, el presidente del Consejo Real Antonio de Rojas Manrique bregaba por una represión armada. Fue este último grupo, el partidario «de la mano dura», el que finalmente acabó prevaleciendo.

## El asedio
El 10 de junio, el alcalde Rodrigo Ronquillo recibió la orden de abrir una investigación sobre el asesinato del procurador segoviano, misión difícil de cumplir en estas condiciones. Al cabo de unos días su encuesta judicial pasó a ser una expedición de castigo contra Segovia:

La qual [ciudad] avemos mandado castigar duramente e con todo rigor.
Cédula del 14 de junio de 1520.

Ronquillo instaló su cuartel general en Santa María la Real de Nieva y desde allí, con aproximadamente 200 lanzas y alguna infantería, se dedicó a hostigar a la ciudad y evitar su aprovisionamiento.Por esos días la regencia también acordó enviar el mayor número de soldados de a pie y a caballo para terminar con la resistencia de los segovianos. Estos, por su parte, cerraron filas en torno a la Comunidad y a su líder Juan Bravo, que invistieron de responsabilidades militares, y al mismo tiempo, se aprovisionaron de armas comprandolas a los armeros de la ciudad.
A comienzos de julio los comuneros pudieron expulsar momentáneamente a Ronquillo de Santa María de la Nieva, donde incendiaron la casa en la que se aposentaba así como los numerosos procesos que tenía incoados contra la ciudad. Es posible que este acontecimiento tenga alguna relación con el relatado por el cronista Prudencio de Sandoval: 

Y a dos leguas de Segovia toparon con la gente del alcalde, y dispararon unos tiros que llevaban. Los del alcalde se estuvieron quedos y con buen orden comenzaron a retirarse hacia el lugar. Los de Segovia pensaron que huían; y de todo punto desordenados arremetieron con gran grita contra ellos. Revolviéronse unos con otros, y hubo descalabrados. Los del alcalde prendieron al regidor, capitán Diego de Peralta, y los de Segovia prendieron a un alguacil llamado San Juan Gudiel, y a otros; y el alcalde se salió, y dejó el lugar a los de Segovia; los cuales pegaron fuego al cadalso, y editos contra ellos hechos. Y luego vinieron otros tres mil hombres en su socorro, y como se vieron tantos siguieron al alcalde y soltaron dos tiros gruesos y matáronle dos de a caballo, y tomaron a un pagador al pie de dos cuentos en dinero, que llevaba para pagar la gente, y enviáronlos con los otros presos a la ciudad.
El alcalde se fue siempre retirando en buen orden, y algunos de su caballos vieron que se habían entrado unos desmandados en un lugar cerca de Nieva, que serían hasta cuarenta hombres, y dieron sobre ellos y prendieron algunos, y lleváronlos al alcalde, y luego ahorcó los dos, y los otros llevó a Coca, donde se metió.

Y los de Segovia recobraron su capitán y volvieron muy contentos con la presa del dinero a su ciudad.
Prudencio de Sandoval, Historia de la vida y hechos del Emperador Carlos V.

Lo cierto es que dos días después Ronquillo regresó a la lucha y en esta ocasión con más soldados. Segovia entonces llamó en su auxilio al resto de las ciudades rebeldes. Si creemos a Sandoval, Toledo puso en pie de guerra un ejército de 1000 hombres y 100 jinetes, a cuyo frente marchaba Juan de Padilla, y algunas piezas de artillería. Madrid envió por su parte 400 hombres y 50 jinetes dirigidos por Pedro Zapata y en la segunda quincena de julio mandó recaudar un impuesto extraordinario para la compra de armas y el reclutamiento de soldados. Estas tropas se unieron en El Espinar a los 2000 hombres y 150 caballeros comandados por Juan Bravo. De Salamanca acudió también Pedro Maldonado con algunos contingentes. La operación represiva del mes de junio se convirtió así en una verdadera prueba de fuerza entre el poder real y las ciudades rebeldes, para quienes estos acontecimientos fueron ocasión de afirmar su solidaridad y determinación.      
Cuando Adriano recibió la información de que las milicias de Padilla se aproximaban a Segovia retomó una vieja idea que tenía en mente y ordenó a Antonio de Fonseca apoderarse de la artillería real depositada en Medina del Campo. Ronquillo, por su parte, se replegó hasta Arévalo para unirse al grueso del ejército. El 21 de agosto Fonseca se presentó ante Medina para acometer lo ordenado, pero entonces se encontró con una fuerte resistencia de la población, que interpretaba que la artillería iba a utilizarse contra Segovia. Como medida de distracción, ordenó provocar un pequeño incendio para intentar dispersar a los medinenses, pero no surtió efecto y finalmente hubo de retirarse junto a sus tropas. El incendio de Medina del Campo provocó la destrucción de una parte importante de la villa y el levantamiento comunero de toda Castilla.